# Shukrayaan-1

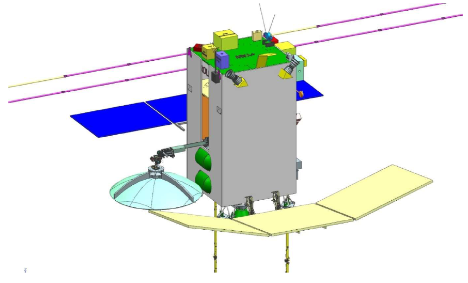
El satélite en su configuración para orbitar

Shukrayaan-1 (en español: Arte de Venus) es un satélite artificial indio planificado para ir a Venus por la Agencia India de Investigación Espacial (ISRO) para estudiar la superficie y la atmósfera de Venus.
En 2017 se liberaron fondos para completar estudios preliminares y se han anunciado solicitudes de instrumentos. El orbitador, dependiendo de su configuración final, tendría una capacidad de carga científica de aproximadamente 100 kilogramos (220 lb) con una potencia disponible de 500 W. Se espera que la órbita elíptica inicial alrededor de Venus tenga 500 km (310 millas) en el periápside y 60 000 km (37 000 millas) en el apoápside.
En mayo de 2022, el presidente de ISRO, S. Somanath, declaró que el lanzamiento de la misión estaba previsto para diciembre de 2024, con una ventana de lanzamiento alternativa en 2031. Sin embargo en septiembre de 2024, ISRO reveló que lanzaría la Misión Orbital Venus en marzo de 2028,  y en octubre de 2024, la fecha de lanzamiento se fijó para el 29 de marzo de 2028, con un viaje de 112 días, alcanzando así la órbita venusiana el 19 de julio de 2028.